# Cumbres de Enmedio

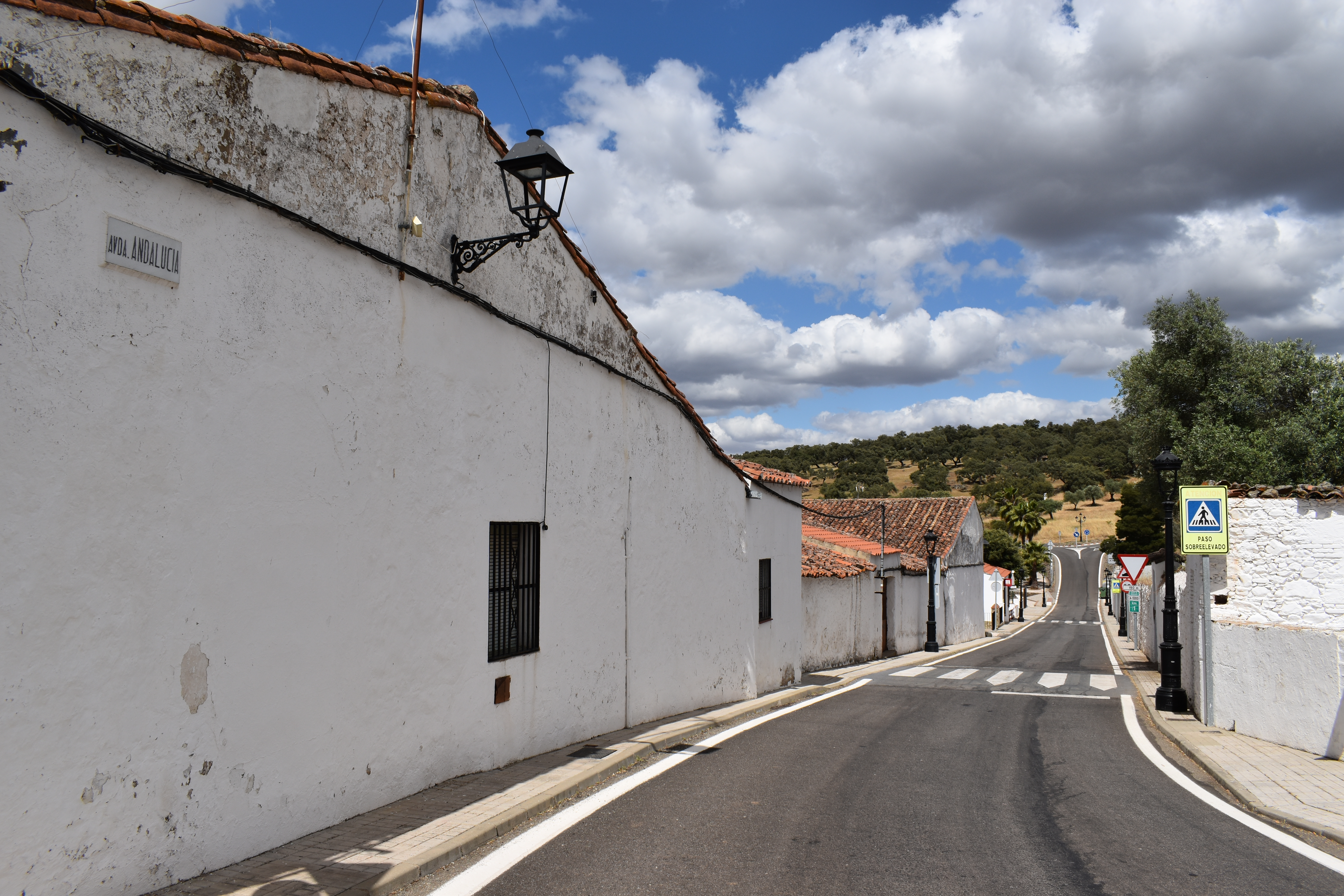

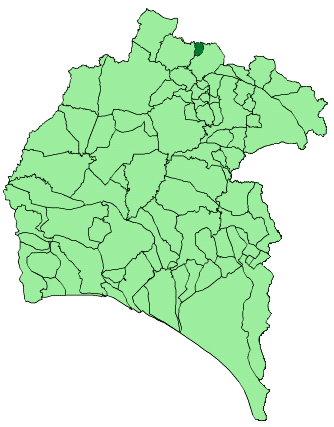
Bản đồ của Cumbres de Enmedio, Huelva

Cumbres de Enmedio là một thị trấn và đô thị ở tỉnh Huelva, Tây Ban Nha. Theo điều tra dân số năm 2005, thị trấn này có dân số 47 người và diện tích 14km², mật độ dân số 3,4 người/km². Thị trấn này nằm trên một độ cao 593m trên mực nước biển và cách tỉnh lỵ Huelva 140 km.